# Носоріг (Дюрер)
 «Носоріг» (Rhinoceros) — гравюра на дереві німецького художника Альбрехта Дюрера.
Уперше в Європі носоріг з'явився 1515 року в столиці Португалії Лісабоні. Носорога привезли з Індії в подарунок португальському королю Мануелу І від короля Камбея (Західна Індія). Потім він був виставлений на загальний огляд та через деякий час відправлений в подарунок папі римському, однак корабель, що віз носорога, затонув.
Замальовки та гравюри лісабонського носорога потрапили до Дюрера. Тож Дюрер зобразив носорога, хоча сам ніколи не бачив його. Художник використовував малюнки та описи очевидців. На його гравюрі носоріг закутий в лати. Крім того, Дюрер наділив носорога вигнутим рогом на спині, лускатими ногами та зубчастим гребенем на спині. Зазначені риси не властиві справжнім носорогам. незважаючи на анатомічні неточності, ця гравюра була дуже популярною в Європі й неодноразово копіювалася протягом наступних трьох століть. Гравюра вважалася достовірним зображенням носорогів аж до кінця 18 століття. Пізніше її замінили на достовірніші малюнки, зокрема малюнки носорога Клари, яку демонстрували по всій Європі в 1740–1750 роках. На думку мистецтвознавців, жодне зображення тварини не зробило такого глибокого впливу на мистецтво, як ця гравюра Дюрера.

## Носороги в ренесансній Європі

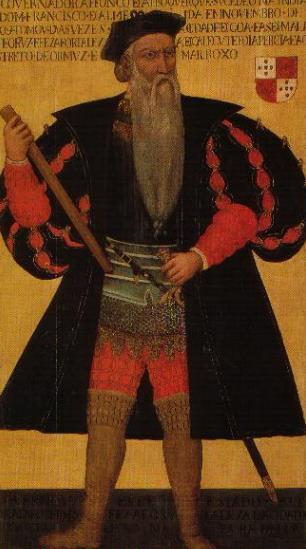
Афонсу д'Албукеркі (1453–1515), губернатор португальської Індії

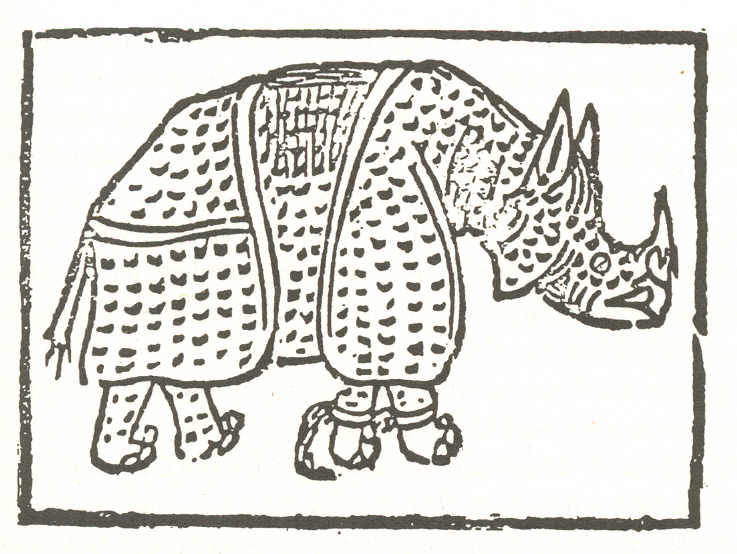
Перше відоме зображення носорога є доволі примітивною гравюрою на дереві, що ілюструвала поему Джованні Джакомо Пенні 1515 (Biblioteca Colombina, Севілья).

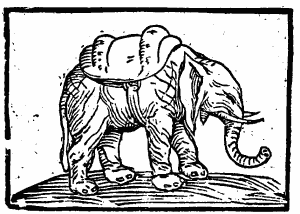
Гравюра на дереві з зображенням слона з памфлету, виданого під псевдонімом «Philomathes» (Рим, близько 1514)

20 травня 1515 року в Лісабон доправили індійських носорогів з Далекого Сходу. На початку 1514 року Афонсу де Албукерке, губернатор португальської Індії, відправив послів до султана Музафара II, правителя Камбея, за дозволом про будівництво форту на острові Діу. Посли не домоглися дозволу, але обмінялися дипломатичними подарунками. Серед яких ними були отримані носороги.
У той час серед правителів було прийнято дарувати один одному екзотичних тварин. Носорогів тоді вже вміли тримати в неволі. Албукерке вирішив переслати подарунок (носорога на ім'я Ганда) разом з доглядачем до короля Португалії Мануела I. У січні 1515 року носорога відправили з Гоа до Португалії на кораблі. Корабель, повністю навантаженими рідкісними тваринами, на чолі з капітаном Франциско Перейррю Коутиньо, у супроводі двох інших суден перетнув Індійський океан, обігнув мис Доброї Надії, перетнув Атлантичний океан з короткими зупинками в Мозамбіку, на острові Святої Єлени та Азорських островах.
Після відносно короткої подорожі (весь шлях зайняв 120 днів), носороги були вивантажені в Португалії, недалеко від місця будівництва Беленської башти. Вежа була незабаром прикрашена гаргуйлями у формі голів носорога. З Римських часів носорогів у Європі не бачили; вони стали вважатися міфічними тваринами, іноді їх плутали з єдинорогами. Прибуття живого носорога справило сенсацію. В контексті ренесансу, носоріг розглядався як частка античності.
Тварина викликала великий інтерес вчених та просто цікавих. По всій Європі розсилалися листи з описом фантастичної тварини.
Найдавніше зображення носорога служило ілюстрацією до вірша флорентійця Джованні Джакомо Пенні, опублікованого 13 липня 1515 року, менш ніж через 8 тижнів з моменту прибуття в Лісабон носорогів. Єдина відома на цей момент копія поеми зберігається в Institución Colombina в Севільї.
Екзотична тварина містилася в зоопарку короля Мануела в палаці Рібейра в Лісабоні, окремо від слонів та інших великих тварин. На трійцю, 3 червня, король Мануел влаштував бій між носорогом та молодим слоном із зоопарку, щоб перевірити твердження Плінія Старшого про те, ніби слон і носоріг є найлютішими ворогами. Носоріг рішуче та неквапливо наближався до свого супротивника, але слон, злякавшись шуму натовпу, втік.

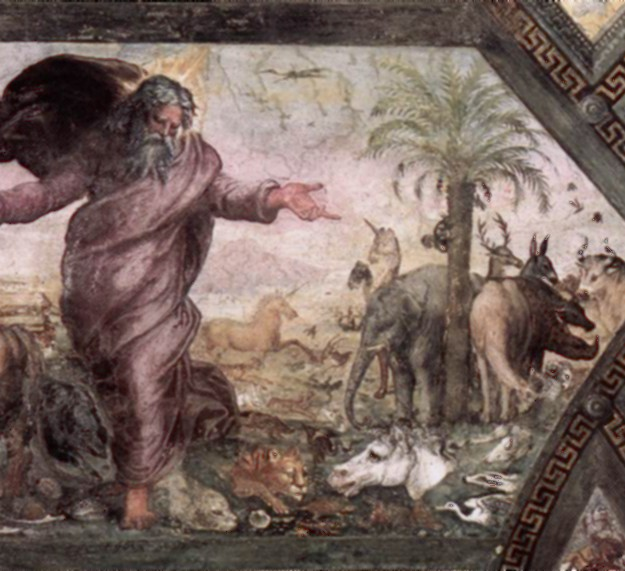
«Творення тварин» Рафаеля, 1518–1519, фреска на третьому поверсі папського палацу в Ватикані. Носоріг - праворуч від дерева.

Згодом Мануел вирішив подарувати носорога папі римському Льву Десятому. Король був зацікавлений у прихильності папи римського й розраховував на його підтримку в праві короля Португалії на виняткове володіння землями, відкритими його морським флотом на Далекому Сході з часів Васко да Гами. За рік до цього, папі Римському дуже сподобався білий слон, якого він назвав Ганно (Hanno). Носоріг в зеленому оксамитовому нашийнику, прикрашеному квітами, разом з іншими цінними дарами, був відправлений до Риму в грудні 1515 року. На початку 1516 року судно проходило повз Марсель. Король Франції Франциск I повертався з Сен-Максімен-ла-Сент-Бом в Провансі та висловив бажання подивитися на тварину. Португальське судно ненадовго зупинилося на острові недалеко від Марселя, де носорога вивантажили для демонстрації королю.
Потім корабель продовжив шлях, але потрапив у сильний шторм, коли проходив через вузький прохід в Порто-Венере на північ від Спеції на березі Лігурії, й затонув. Носоріг був прикутий до палуби, і загинув разом з кораблем. Тіло носорога було виловлено неподалік від Вільфранш-сюр-Мер, з нього було знято шкуру й відправлено в Лісабон, де з неї виготовили опудало. Деякі джерела стверджують, що шкура була відправлена до Риму на виставку «набитою соломою», втім, ци повідомлення суперечать уявленням про тодішні технології таксидермії. У кожному разі, носороги не спричинили в Римі сенсації, подібної тій, що викликали живі носороги в Лісабоні. Рафаель та Джованні да Удіне замалювали носорогів.
Якщо опудала носорогів справді були доправлені в Рим, їхня доля залишається невідомою. Їх могли перевезти до Флоренції або вони могли бути знищені під час погромів 1527 року. Доля носорогів послужила основою для роману Лоуренса Норфолка «Носоріг Папи» («The Pope's Rhinoceros», 1996).

## Гравюра Дюрера

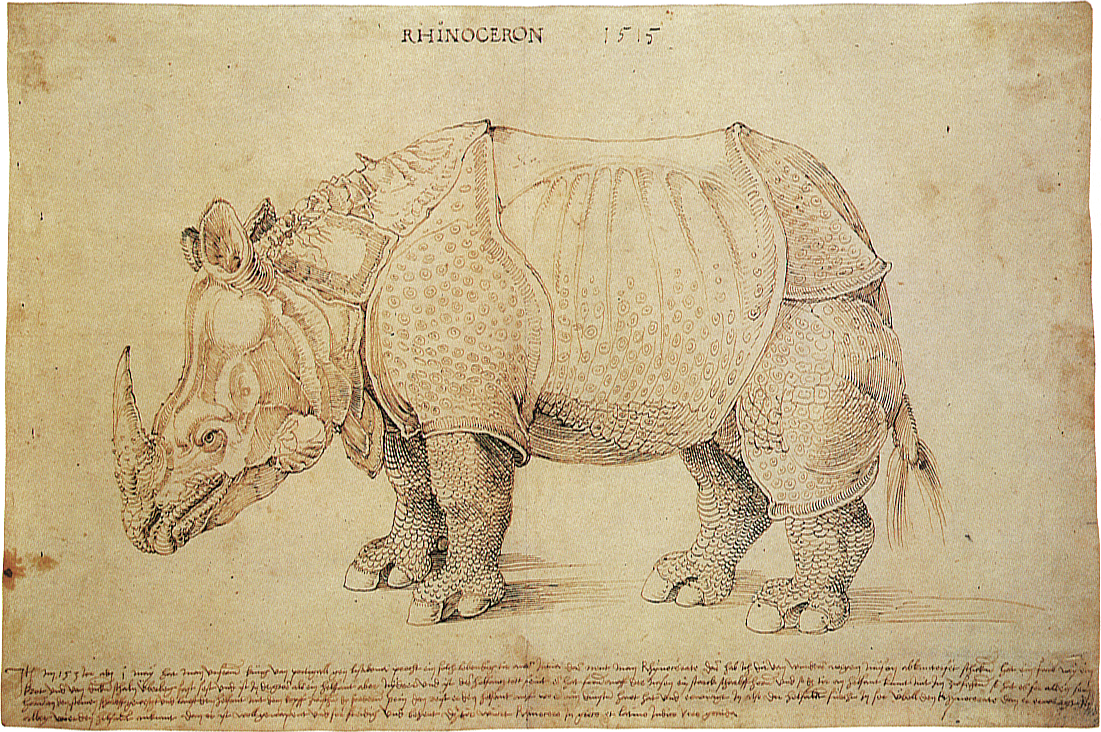
Малюнок чорнилом Альбрехта Дюрера, 1515, зберігається в Британському музеї. В тексті внизу дата прибуття носорога в Лісабон вказана неправильно — «1513» [sic].

Валентин Фернандес, купець та видавець з Моравії, бачив носорогів в Лісабоні та написав своєму другові в Нюрнберг лист з його описом. Оригінал листа німецькою мовою не зберігся. У Національній бібліотеці у Флоренції зберігається копія листа італійською мовою. Зберігся ще один лист невідомого авторства, відправлений з Лісабона в Нюрнберг приблизно в той же час. Лист містив ексіз носорога. Дюрер, який мав зв'язки з португальською факторією в Антверпені, зміг ознайомитися з листом та малюнком. Не бачивши живого носорога особисто, Дюрер зробив два малюнки чорнилом. На основі другого малюнка було виготовлено гравюру, яка стала дзеркальним відображенням малюнка.
| 1512 року після Різдва Христового, в перший день травня, могутньому королю Португалії Еммануїлові привезли в Лісабон живого звіра з Індії, якого вони називають носорогом. Тут зображено, як він виглядає. Колір його подібний кольором до черепашого панцира, і він щільно вкритий товстою лускою. І за величиною він дорівнює слону, але ноги в нього коротше, і він добре захищений. Спереду на носі він має міцний ріг, який він точить всюди, коли буває серед каменів. Цей звір — смертельний ворог слона, і слон його дуже боїться. Бо де б він його не зустрів, цей звір просовує свою голову між передніми ногами слона та розпорює йому черево та вбиває його, і той не може від нього захиститися. Бо цей звір так озброєний, що слон йому нічого не може зробити. Кажуть також, що носоріг швидкий, веселий та рухливий звір. Оригінальний текст (нім.) Nach Christiegeburt/1513. Jar Adi 1. May hat man dem grossmechtigisten König Emanuel von Portugal/gen Lysabona aus India pracht/ain solch lebendig Thier. das nennen sie Rhinocerus/Das ist hie mit all seiner gestalt abconterfect. Es hat ein Farb wie ein gepsreckelte Schildkrot/und ist vom dicken schalen uberleget sehr fest/und ist in der gröss als der heillfandt/aber niderichter von baynen und sehr wehrhafftig es hat ein scharffstark horn vorn auff der Nassen/das begundt es zu werzen wo es bey staynen ist/das da ein Sieg Thir ist/des Heilffanten Todtfeyndt. Der Heillfandt fürchts fast ubel/den wo es Ihn ankompt/so laufft Ihm das Thir mit dem kopff zwischen die fordern bayn/und reist den Heilffanten unten am bauch auff/und er würget ihn/des mag er sich nicht erwehren. dann das Thier ist also gewapnet/das ihm der Jeilffandt [sic] nichts Thun kan/Sie sagen auch/das der Rhinocerus/Schnell/fraytig/und auch Lustig/sey. — Напис на гравюрі 1515 |

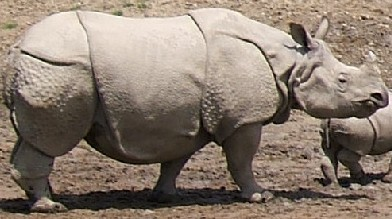
Складки шкіри індійського носорога збігаються з межами броньових пластин на гравюрі Дюрера.

Гравюра містить фактичні помилки. На ній носоріг покритий міцними пластинами, подібними до листів броні, має комір на шиї, суцільну грудну пластину. Шви броні виглядають, ніби вони скріплені заклепками. На спину носорогу Дюрер помістив вигнутий ріг, а ноги вкрив лускою.
Не виключено, що для бою носорога зі слоном в Португалії справді було створено комплект обладунків, і що гравюра зображує саме ці обладунки. 
Враження броні могли викликати складки шкіри індійського носорога. Можливо, що броня, поряд з іншими невідповідностями була результатом непорозуміння або уяви автора. Дюрер покрив тіло носорога разом з «обладунками», ніздрюватим візерунком. Можливо, це було спробою передати вид грубої та майже безволосої шкіри, на якій помітні характерні гульки, що покривають верхню частину ніг і плечі. Не виключено, що цей візерунок може відображати дерматит, викликаний неправильним доглядом за твариною під час подорожі з Індії до Португалії.
Практично одночасно з Дюрером гравюру носорога виготовив Ганс Бургмайр з Аугсбурга. Бургмайр мав зв'язок з торговцями Лісабона та Нюрнберга, проте неясно чи мав він доступ до листа або ескізтв, які використовував Дюрер, чи бачив живого носорога. Його робота більше відповідає дійсності. В ній відсутні найбільш фантастичні риси, притаманні роботі Дюрера, а також вона відтворює ланцюг, якими був прикутий носоріг. Проте і в художньому плані, за популярністю вона поступається роботі Дюрера.
Збереглася лише одна копія роботи Бургмайра, на відміну від гравюри Дюрера, що збереглася в багатьох примірниках.
Перший варіант гравюри Дюрер випустив 1515 року. Її відрізняє наявність п'яти рядків тексту. Такими є перевидання, виконані після смерті Дюрера, включаючи два видання 1540-х і ще два — кінця XVI століття. Пізні видання містять шість рядків тексту.

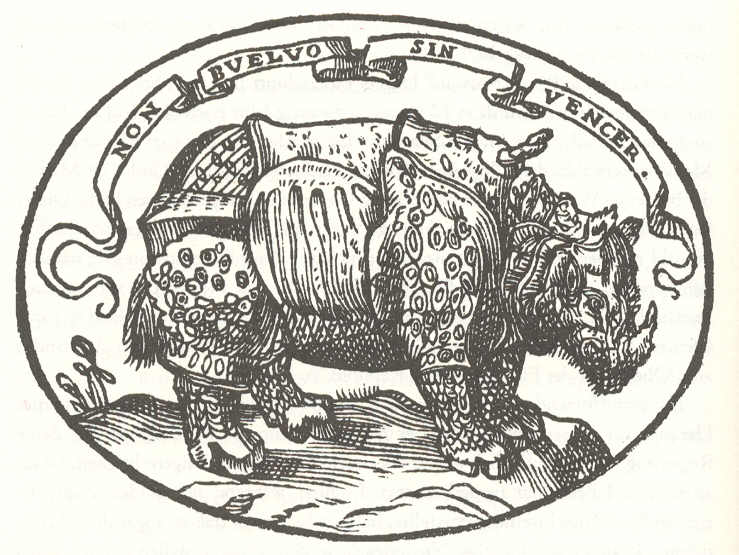
Емблема Алессандро Медічі, з книги Dialogo dell'impresse militari et amorosi.

Незважаючи на помилки, робота довгий час залишалася популярною та вважалася достовірним зображенням носорога до кінця XVIII століття. Не виключено, що Дюрер очікував подібний успіх та навмисно вибрав як матеріал дерево, що дозволило здешевити виробництво а, отже, збільшити наклад. Дана гравюра була джерелом ілюстрацій до природничонаукових текстів, в тому числі до таких книг як «Космографія» Себастьяна Мюнстера (1544), «Historia animalium» Конрада Гесснера (1551), «Histoire of Foure-footed Beastes» Едварда Топсела (1607) та багато інших. Носоріг, що прикрашав емблему Алессандро Медічі, має виражену схожість з носорогом Дюрера.
В основі колони, зведеної в Парижі перед церквою Гробу Господнього в Сен-Дені на честь прибуття нового короля Франції, Генріха Другого, було поміщено скульптурне зображення носорога, також засноване на гравюрі Дюрера. Схожий носоріг зображений на рельєфі на одній з бронзових західних дверей Пізанського собору. Відтоді носороги стали популярним мотивом образотворчого мистецтва та скульптури. На популярність гравюри не вплинуло ні те, що протягом восьми років, з 1580 по 1588 рік, живі індійські носороги виставлялися в Мадриді (до наших днів збереглися зображення носорогів, виконані Філіпом Галле в Антверпені 1586 року, як і похідні від них роботи), ні виставка живих носорогів в Лондоні століттям пізніше.

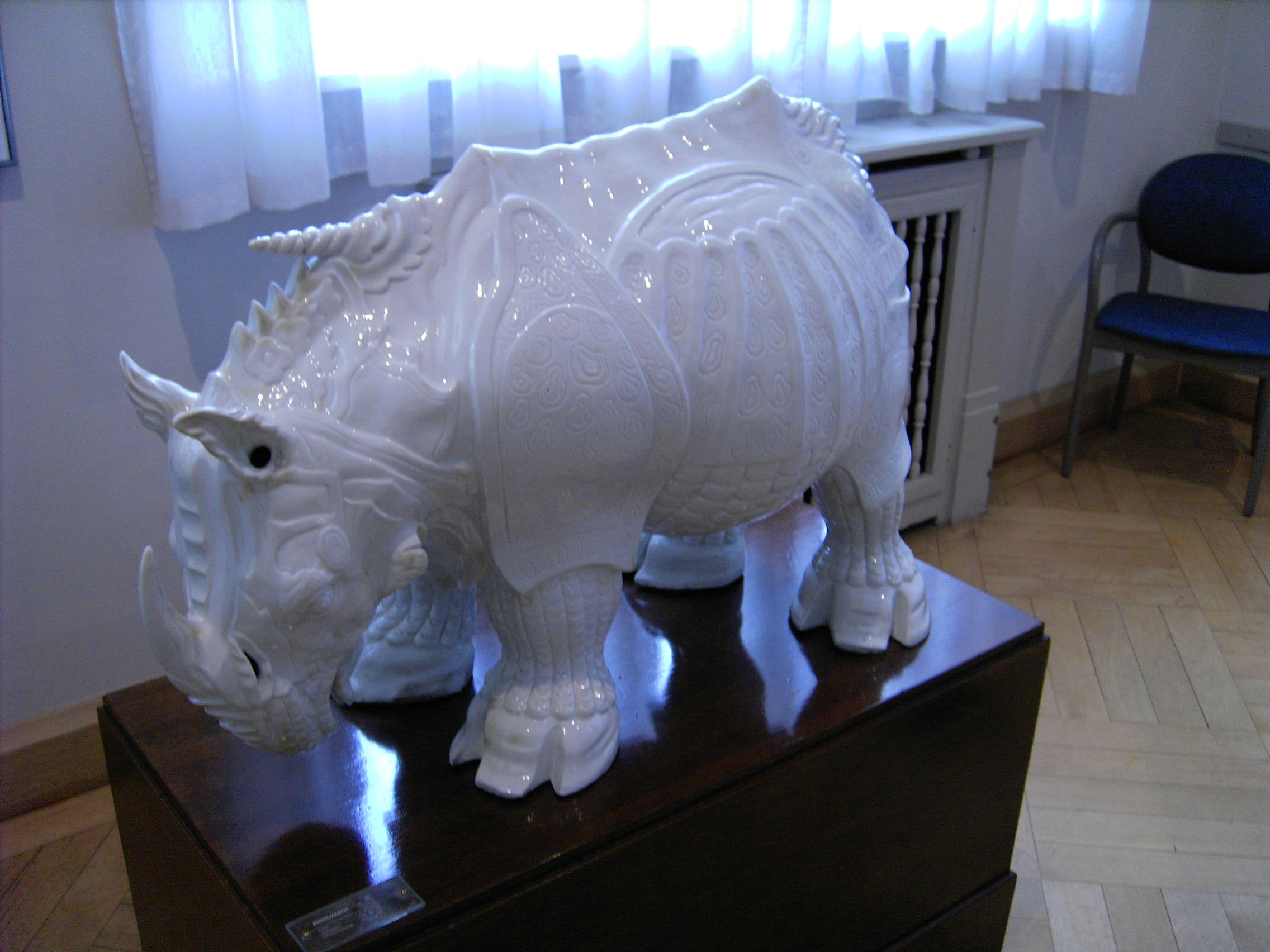
Сучасна порцелянова фігурка в Музеї порцеляни Майсена, заснована на роботі початку XVIII століття. Добре помітна схожість з носорогом Дюрера.

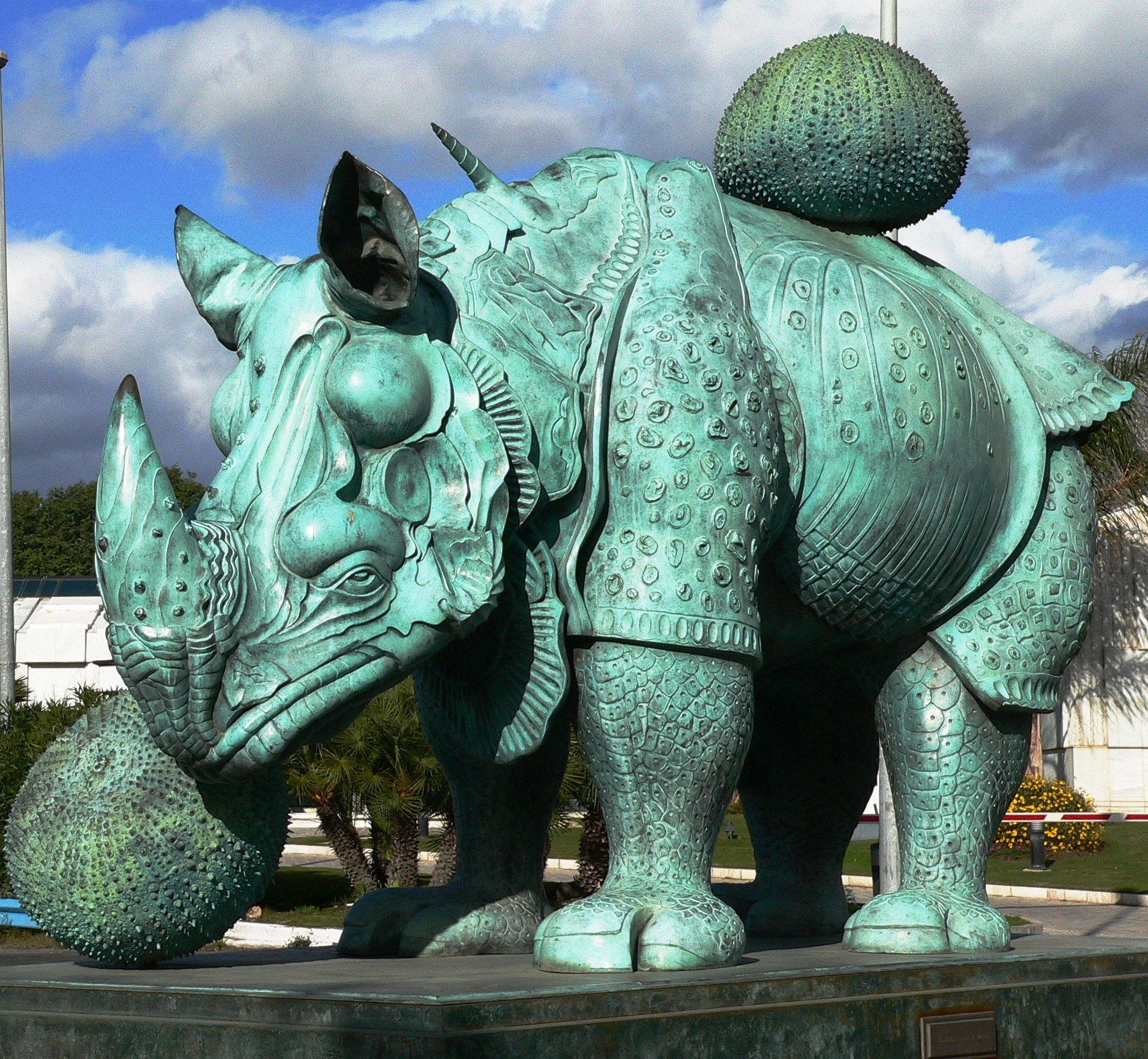
Rinoceronte vestido con puntillas (1956) Сальвадор Далі в Марбельї

Значення гравюри та похідних від неї робіт зменшилося наприкінці XVIII століття, в зв'язку з тим, що дедалі більше носорогів стали імпортувати в Європу. Натуралістичні зображення, такі як портрет носорога в натуральну величину кисті Жана-Батіста Удрі та картини Джорджа Стаббса, почали витісняти колишній образ носорога в масовій свідомості. Зокрема, робота Удрі послужила основою для ілюстрації в «Природній історії» Бюффона.
До кінця 1930-х років репродукція гравюри Дюрера фігурувала в німецьких шкільних підручниках як достовірне зображення носорога. Не випадково німецькою мовою індійських носорогів називають «броньовані носороги» (нім. Panzernashorn). Гравюра мала чималий вплив на художню культуру. Вона надихнула Далі на скульптуру «Rinoceronte vestido con puntillas», з 2004 виставленої на стоянці яхт в іспанському місті Марбелья.